# Hypamblys albifacies
Hypamblys albifacies là một loài tò vò trong họ Ichneumonidae.